# إدموند وولي
إدموند وولي (بالإنجليزية: Edmund Woolley)‏ هو مهندس معماري أمريكي، ولد في 1695، وتوفي في 1771.